# Farní sbor Českobratrské církve evangelické v Horním Slavkově
Farní sbor Českobratrské církve evangelické v Horním Slavkově je sborem Českobratrské církve evangelické v Horním Slavkově. Sbor spadá pod Západočeský seniorát.
Sbor byl založen roku 1956. 
Sbor administruje farář Radek Matuška, kurátorem sboru je Rudolf Sterzik.

## Faráři sboru
- Pavel Kyprý (1946-1953 misie, správa kazatelské stanice)
- Mojmír Kolman (1954-1955, dtto)
- Vladimír Šimáně (1956-1970)

## Fotogalerie

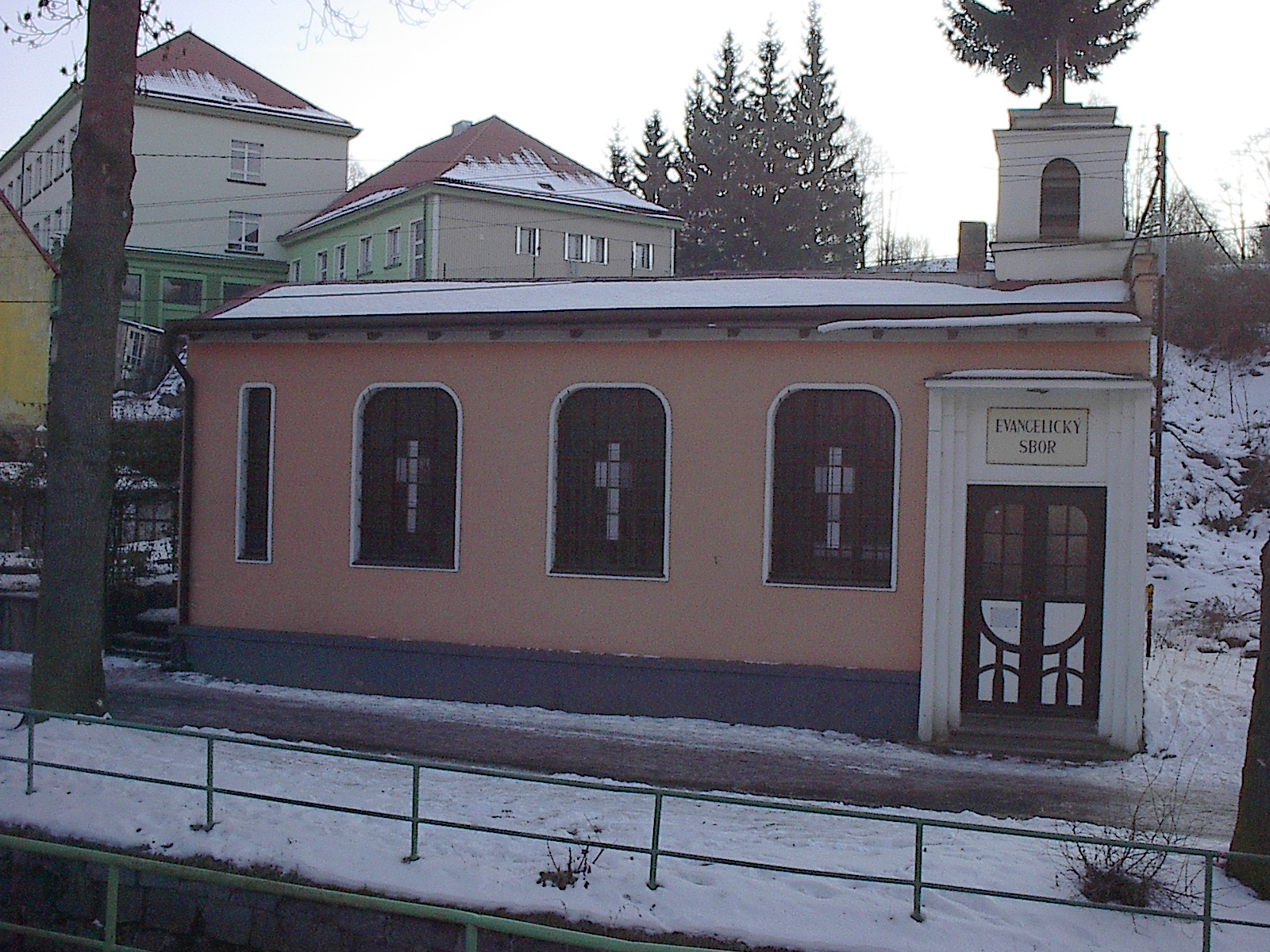
Horní Slavkov
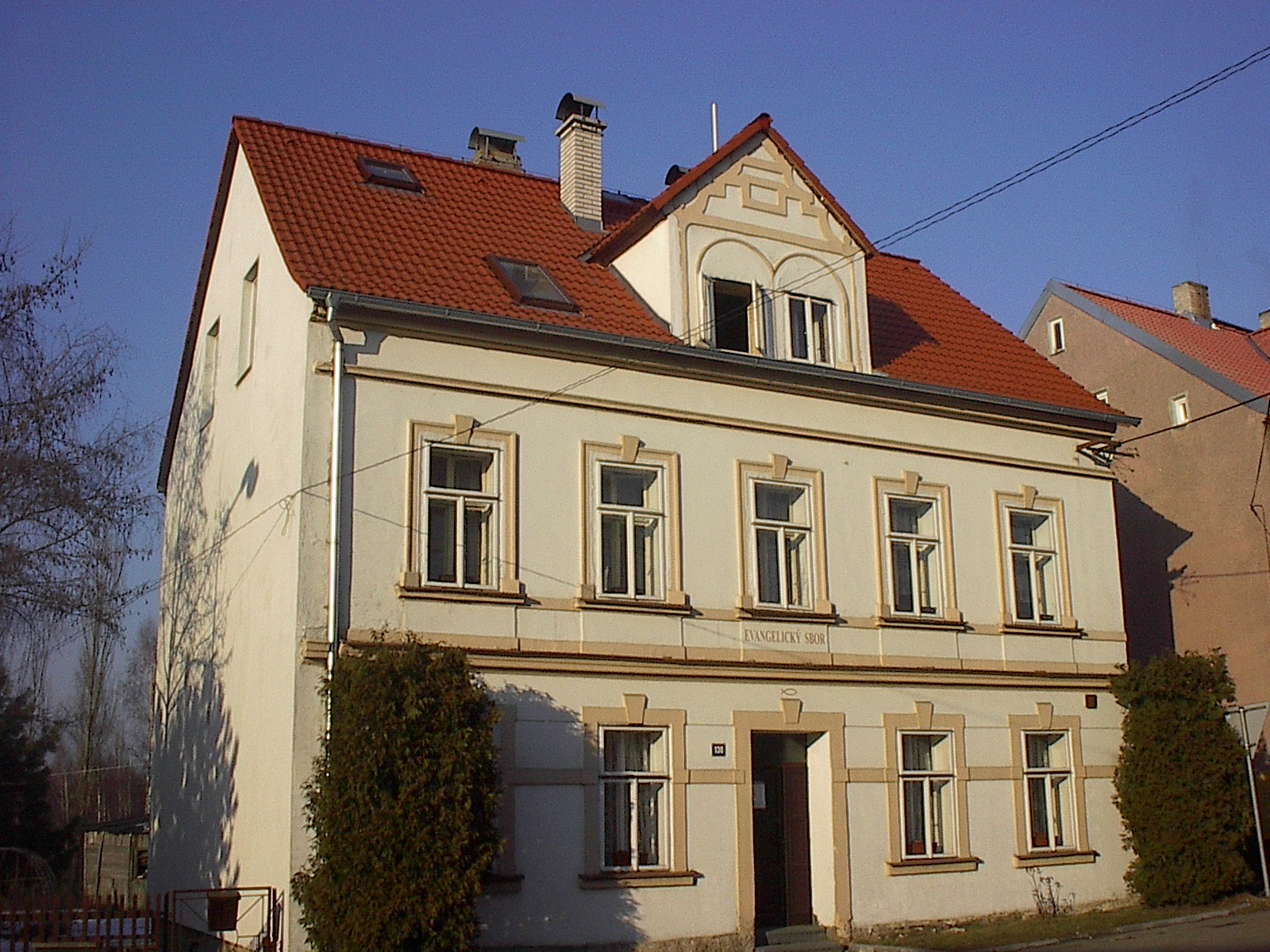
kazatelská stanice v Novém Sedle